# Oxytropis subnutans
Oxytropis subnutans är en ärtväxtart som först beskrevs av Boris Alexandrovich Jurtzev, och fick sitt nu gällande namn av Boris Alexandrovich Jurtzev. Oxytropis subnutans ingår i släktet klovedlar, och familjen ärtväxter. Inga underarter finns listade i Catalogue of Life.